# Valérie de Milan
Ne pas confondre avec Valérie de Limoges, martyre, fête le 9 décembre
Sainte Valérie de Milan († au Ier siècle ou en 171) est une martyre chrétienne et l'épouse de saint Vital, martyr lui aussi à Ravenne. Elle est fêtée le 28 avril.

## Biographie
Son époux a subi le martyre à Ravenne : pour avoir encouragé un chrétien qui subissait la torture pour sa foi, il fut jeté dans un puits et étouffé. Sainte Valérie aurait subi à son tour le martyre peu de temps après, à Ravenne selon certaines sources, à Milan, où elle aurait trouvé refuge, selon d'autres. Elle est morte sous les coups et sous la torture.
Certains auteurs pensent que les époux, Vital et Valérie, pourraient être les parents des saints saint Gervais et saint Protais parce qu'une mosaïque les représente ensemble.
Un bas-relief qui se trouve dans la rue Saint-Vital, à Sauveterre-de-Rouergue, en France représente sainte Valérie avec l'un de ses fils (Gervais ou Protais) portant de l'eau à son mari Vital de Ravenne.